# Santuario di Santa Maria di Costantinopoli
Il Santuario di Maria Santissima di Costantinopoli è un edificio religioso mariano, situato nel centro storico di Rende, in provincia di Cosenza.
La chiesa fa parte della parrocchia di Santa Maria Maggiore dell’arcidiocesi di Cosenza-Bisignano.

## Storia
La chiesa è stata edificata intorno al 1600 sulle rovine di una remota cappella diroccata ed abbandonata, ma la costruzione del sacro edificio, così come si mostra attualmente, risale all’anno 1719.

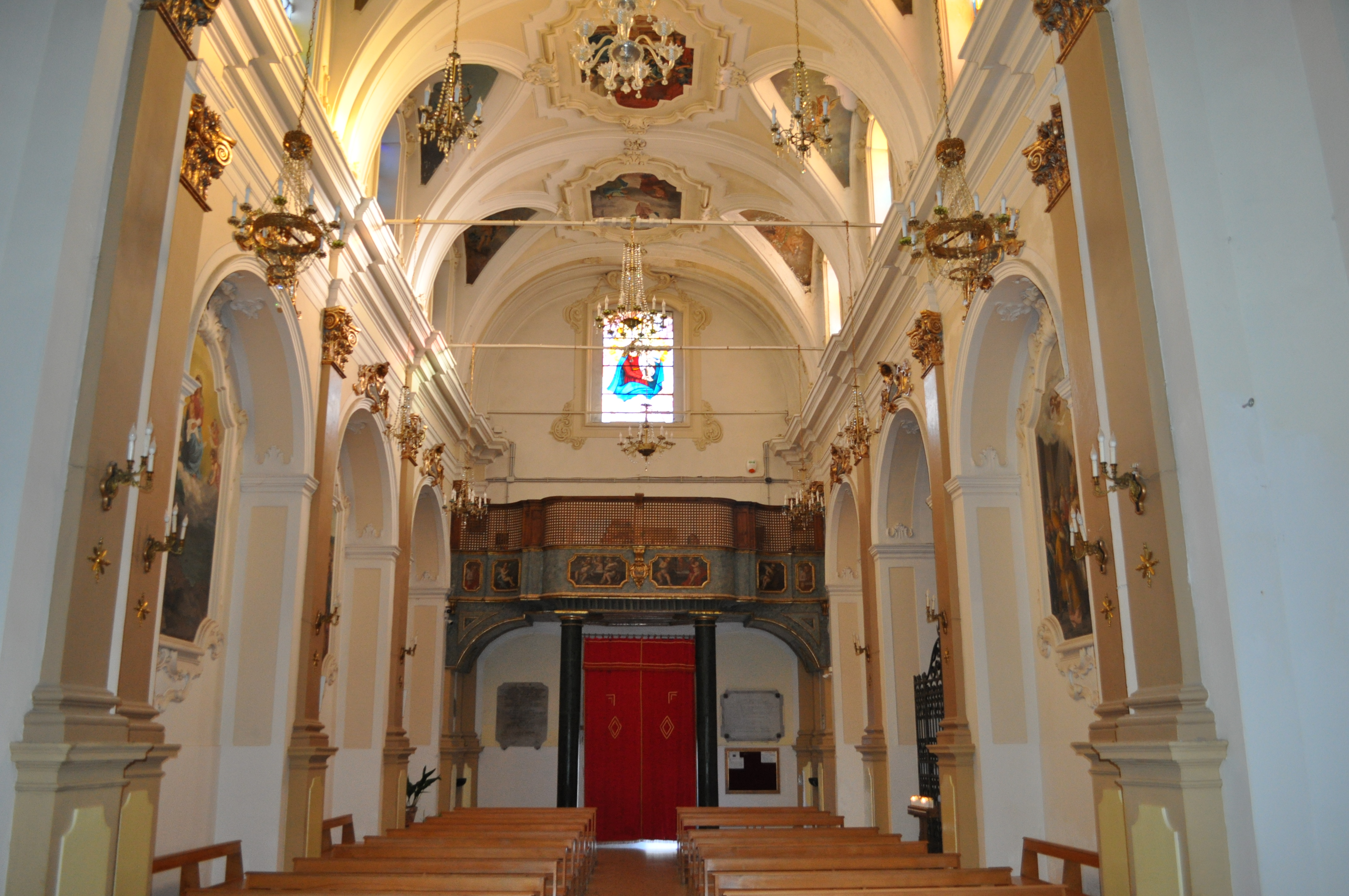
La navata con la volta affrescata.

La devozione mariana che ha radici antiche a Rende, sembrava essersi affievolita con la decadenza del monastero basiliano di San Pietro e Paolo in Contrada Rocchi di Arcavacata. Grazie all’opera di Giovanni da Procida, nel 1600, si diede inizio all’attuale costruzione programmata nel tratto della cinta muraria ove sorgeva un tempo l’antica cappella di San Sebastiano. La tradizione orale del posto narra che, in seguito alla peste del 1656, i rendesi acquistarono una statua della Madonna che si venerava nel vicino paese di San Fili. La chiesa successivamente, fu completamente distrutta e, nel 1719, Francesco Belmonte e Raffaele De Bartolo con altri rendesi costruirono l’attuale edificio. Nel 1747 vi sorse la Confraternita omonima.
Dal 1978 la Chiesa è stata innalzata al titolo di Santuario Diocesano.

## Descrizione

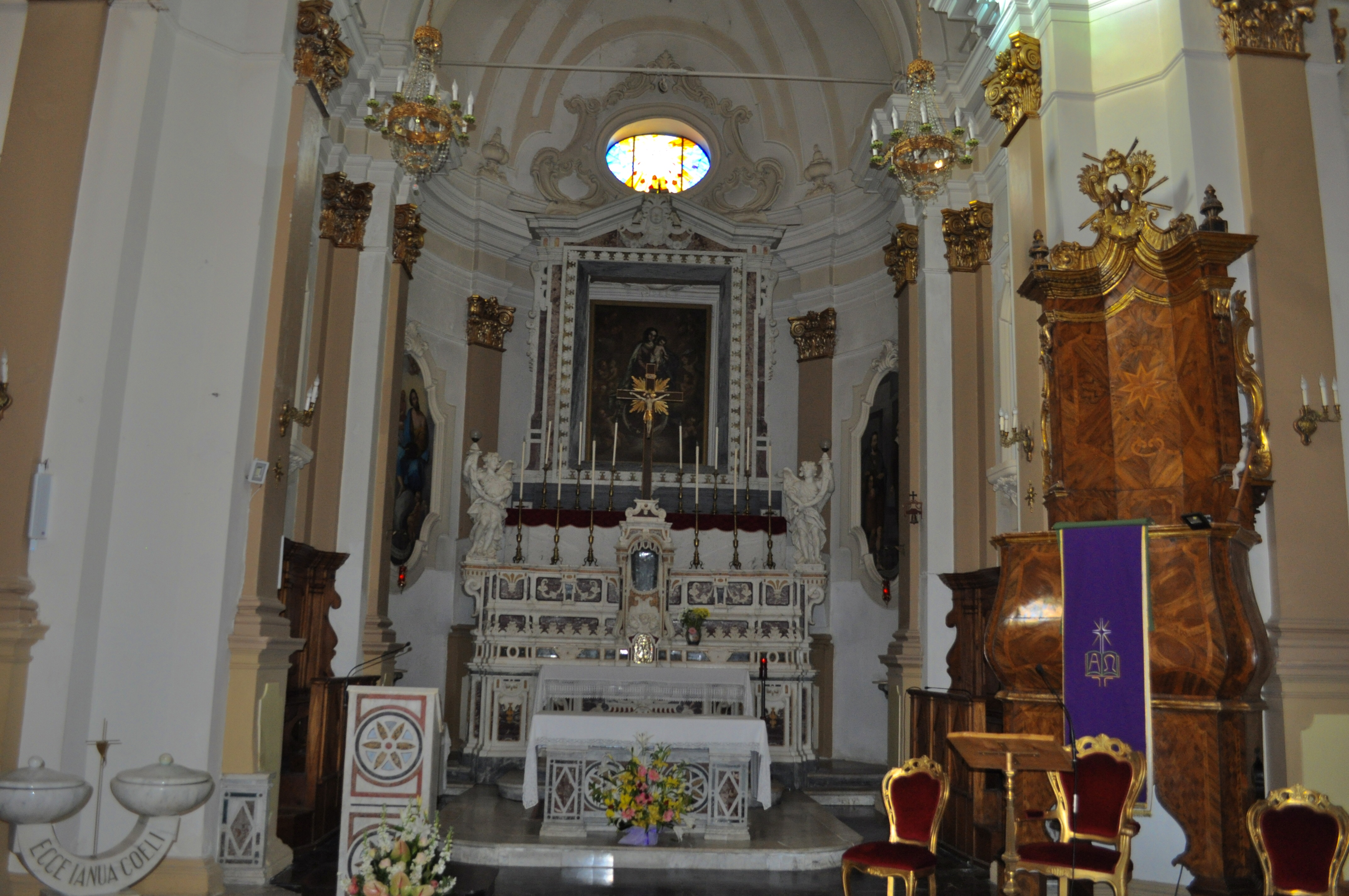
Il presbiterio

In contrapposizione all’esterno, lineare e privo di elementi caratteristici, l’interno, ad unica navata e a croce latina, si presenta barocco e ricco di opere d’arte. In controfacciata è posta una graziosa cantoria sulla quale è dipinta la Madonna col Bambino, opera del 1777 del Santanna, di fronte alla Vergine è posto un angelo con uno scudo che reca la scritta: “Maria Dei Mater”.  Sul parapetto della Cantoria, angeli musici realizzati dallo stesso Santanna. Sulle pareti, (cominciando da destra) si ammirano: La visita della Madonna a Santa Elisabetta (eseguito nel 1930 dal Greco); lo sposalizio di Maria (dello stesso autore ripresa dalla più celebre opera di Raffaello), L’incendio di Costantinopoli (del Fiore, datato 1905); tutte e tre le opere sono ad olio su tela.
Sulla volta abbiamo tre dipinti ad olio: Mosè che riceve le tavole della legge; Ester ed Assuero; Il Sacrificio di Abramo. Nel transetto si erge la splendida cupola emisferica affrescata a tempera dall’artista rendese Achille Capizzano, nel 1949 raffigurante la Madonna di Costantinopoli in gloria.

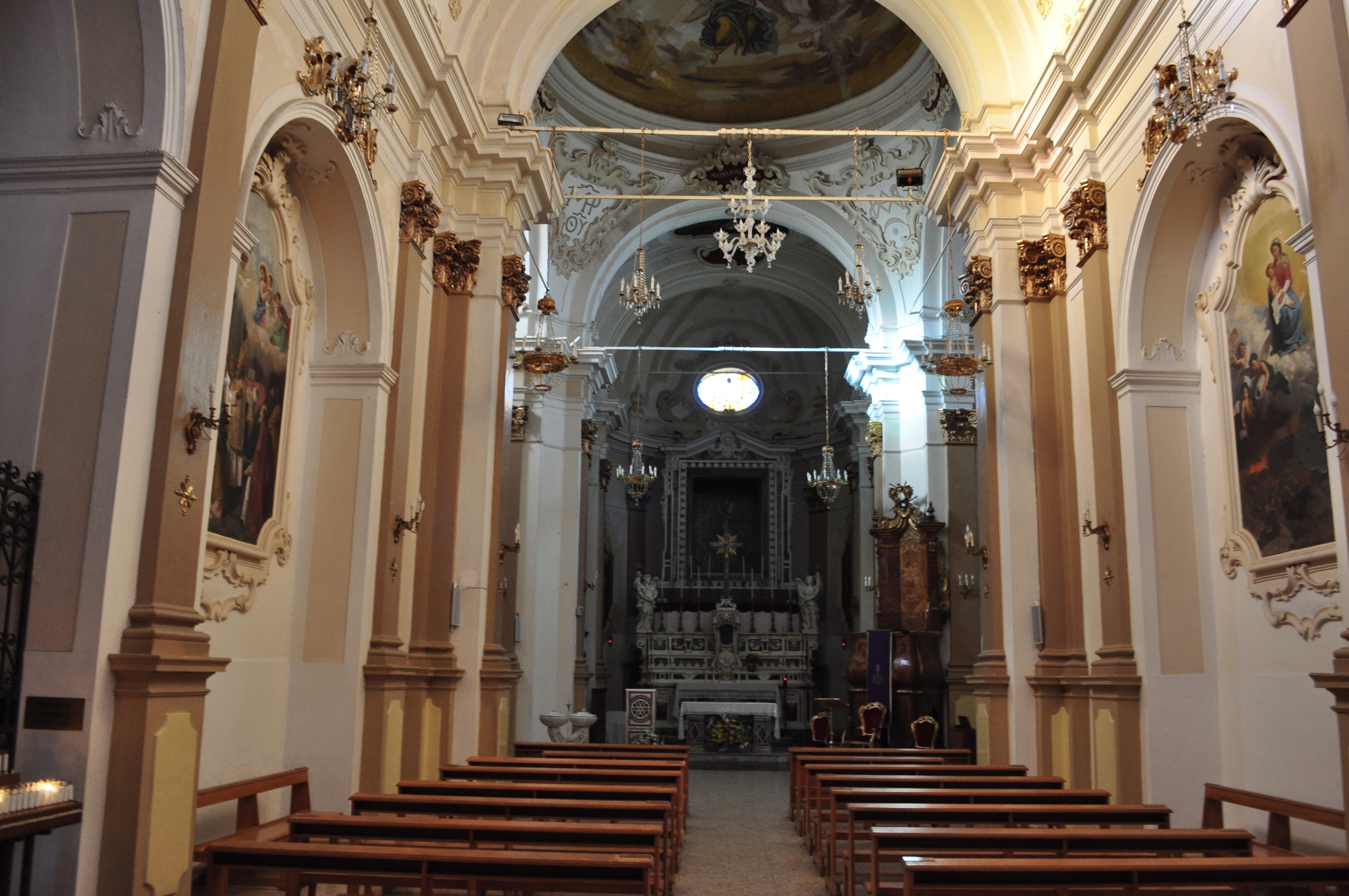
La navata vista dall'ingresso

Sul braccio destro del transetto si ammira Maria bambina sulle braccia di Sant’Anna di Cristoforo Santanna; sulla volta dello stesso ambiente, è presente una tempera su muro che ritrae la Sacra Famiglia. Sull’altare Maggiore, attornata da una cornice barocca, è posta "L’Immacolata", opera del Santanna del 1775. Sulla volta dell’abside, è affrescata la Natività. Ai lati, vi sono due dipinti ritraenti San Luca pittore, opere del De Dominicis del 1891. Sul braccio sinistro del transetto, è collocato Il Martirio di San Sebastiano dipinto dal figlio di Cristoforo Santanna, Giuseppe nel 1790; pare che il volto del Santo sia il suo autoritratto; al di sopra, un affresco, La Fuga in Egitto. A lato, statua dell’Addolorata e Gesù nella bara.
Dal lato sinistro abbiamo: La presentazione di Gesù Bambino al tempio dipinto da Giovanni Greco nel 1930 e, più avanti, la tela che raffigura La disputa dei Vescovi ad Efeso, sulla maternità divina di Maria, dipinta nel 1905 da Francesco Fiore. Tra queste due opere, si apre la cappella dove è custodita l’immagine Acheropita dipinta ad olio su rame, meglio nota come l’icona di Maria SS. di Costantinopoli. Sull'altare della cappella, è inserita la statua della Madonna, vestita di rosso e coperta di un manto azzurro tutto riccamente decorato; in braccio tiene Gesù bambino anch'esso riccamente decorato. Ai lati della cappella: due dipinti eseguiti dal Greco nel 1924, Implorazione della Madonna di Costantinopoli e Implorazione alla Croce. In sagrestia, sono conservati: Il Trionfo di Maria del 1778 e Il Battesimo di Gesù entrambi di Santanna, poi un olio su tela che ritrae San Pietro ed uno dell’Addolorata. Sul muro interno, appena entrati a destra, è murato un pezzo di tufo con incisioni bizantine che rappresentano un agnello che con la zampa sostiene una croce e una colomba. La sua forma ad arco potrebbe far pensare che, anticamente, facesse parte di una vecchia chiesa rendese.

## Galleria d'immagini

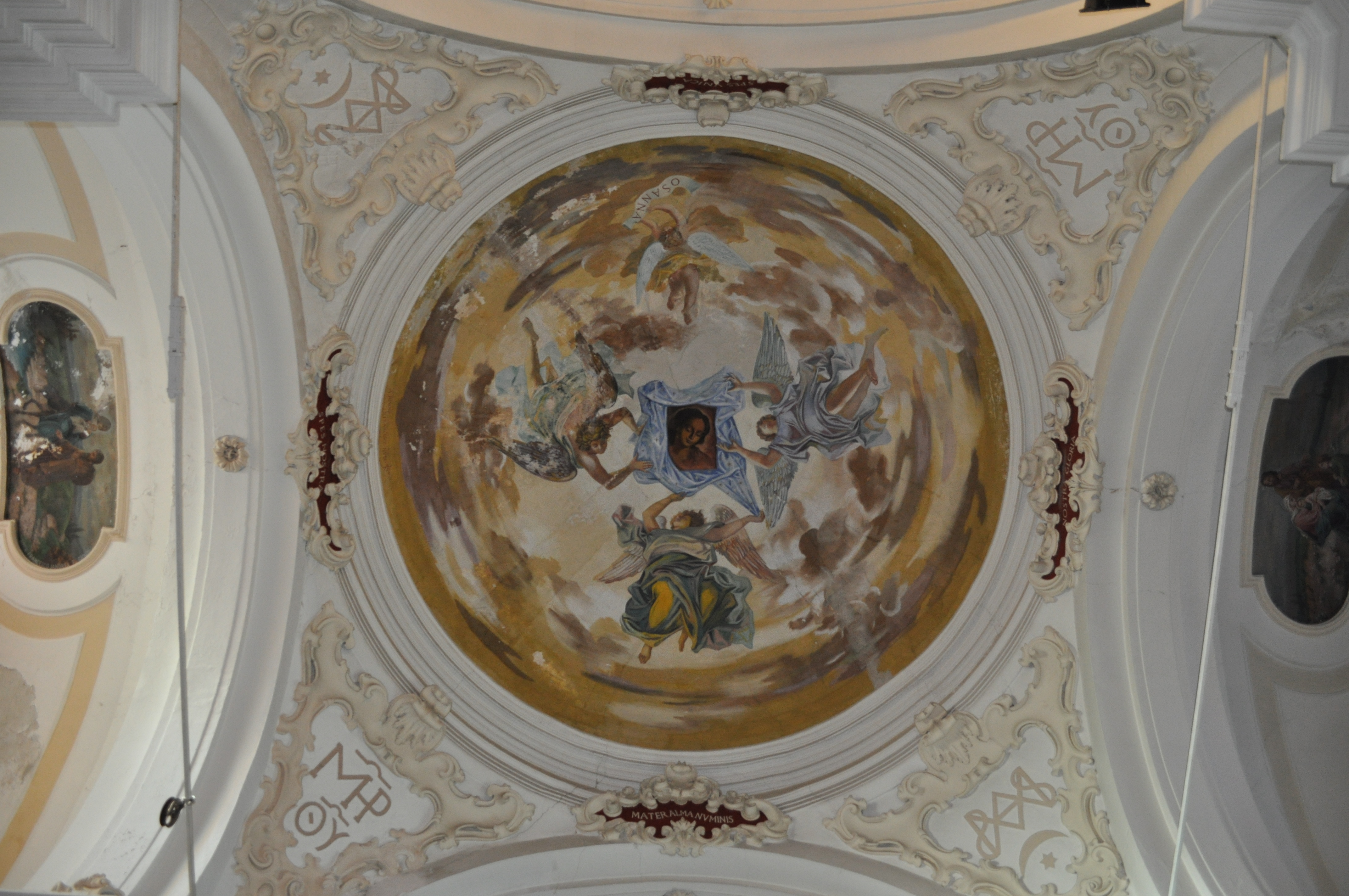
La Cupola affrescata da Achille Capizzano.
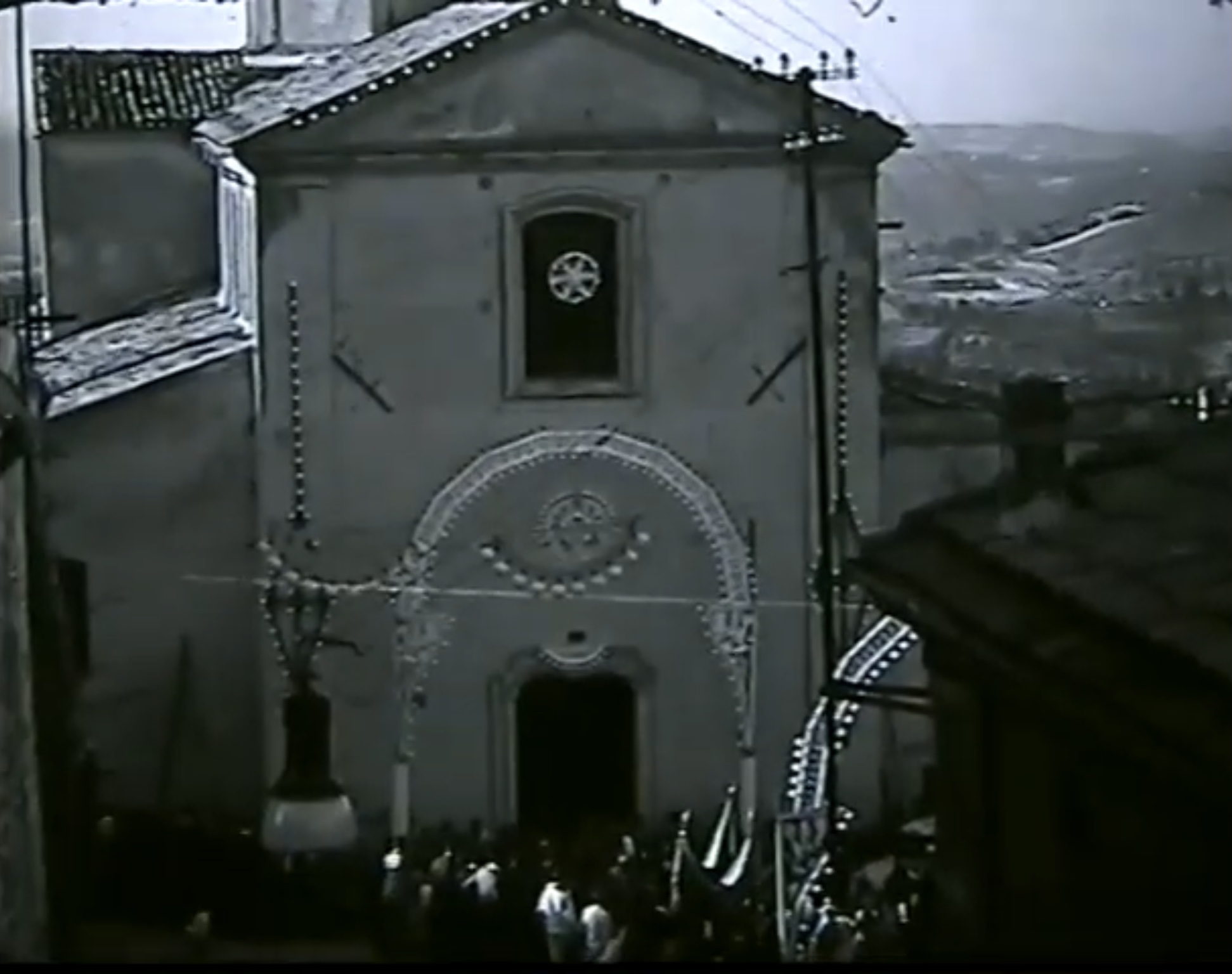
L’esterno della chiesa nel 1966 in occasione della processione, in un filmato dell'epoca.
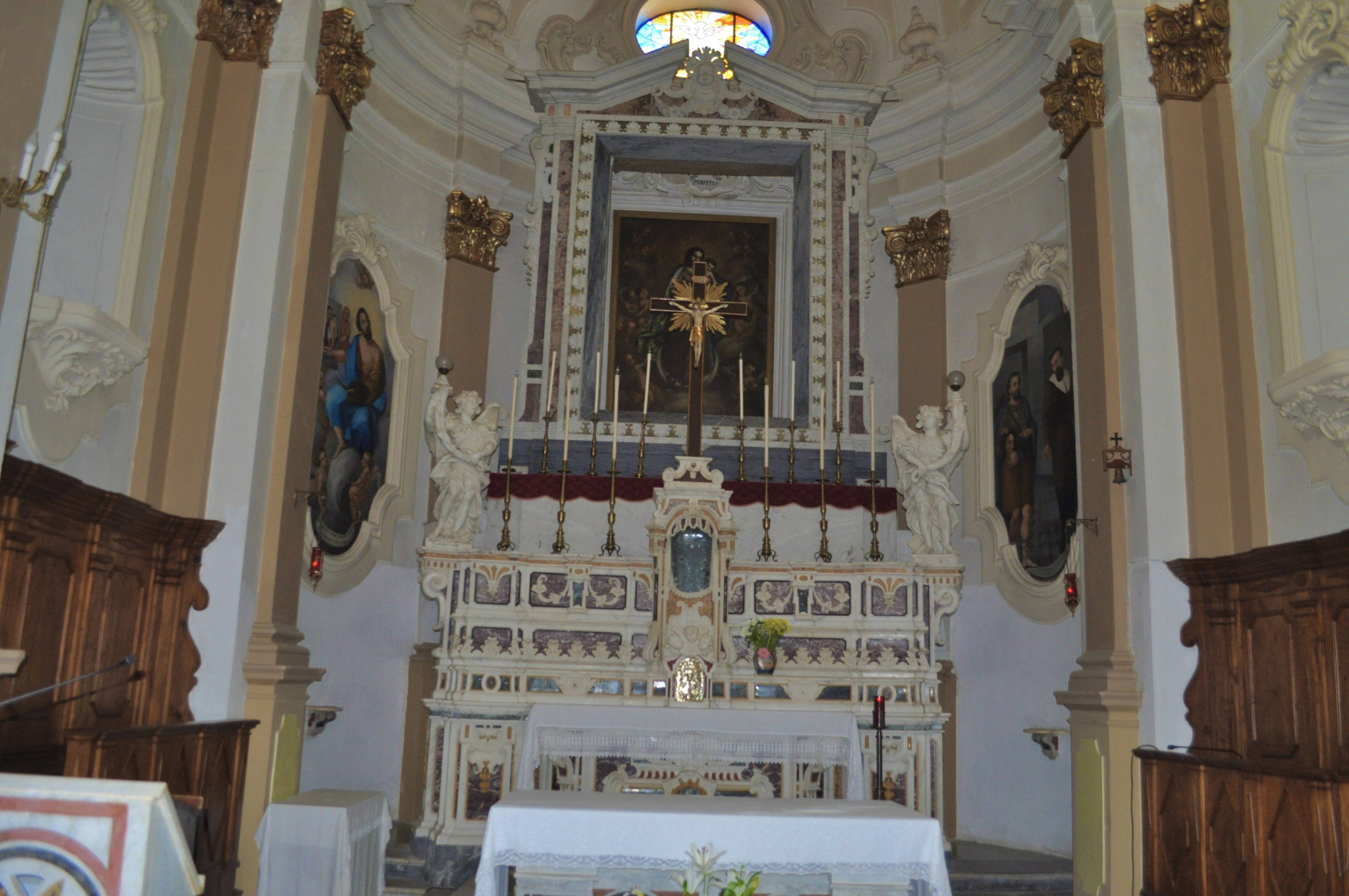
L'altare maggiore
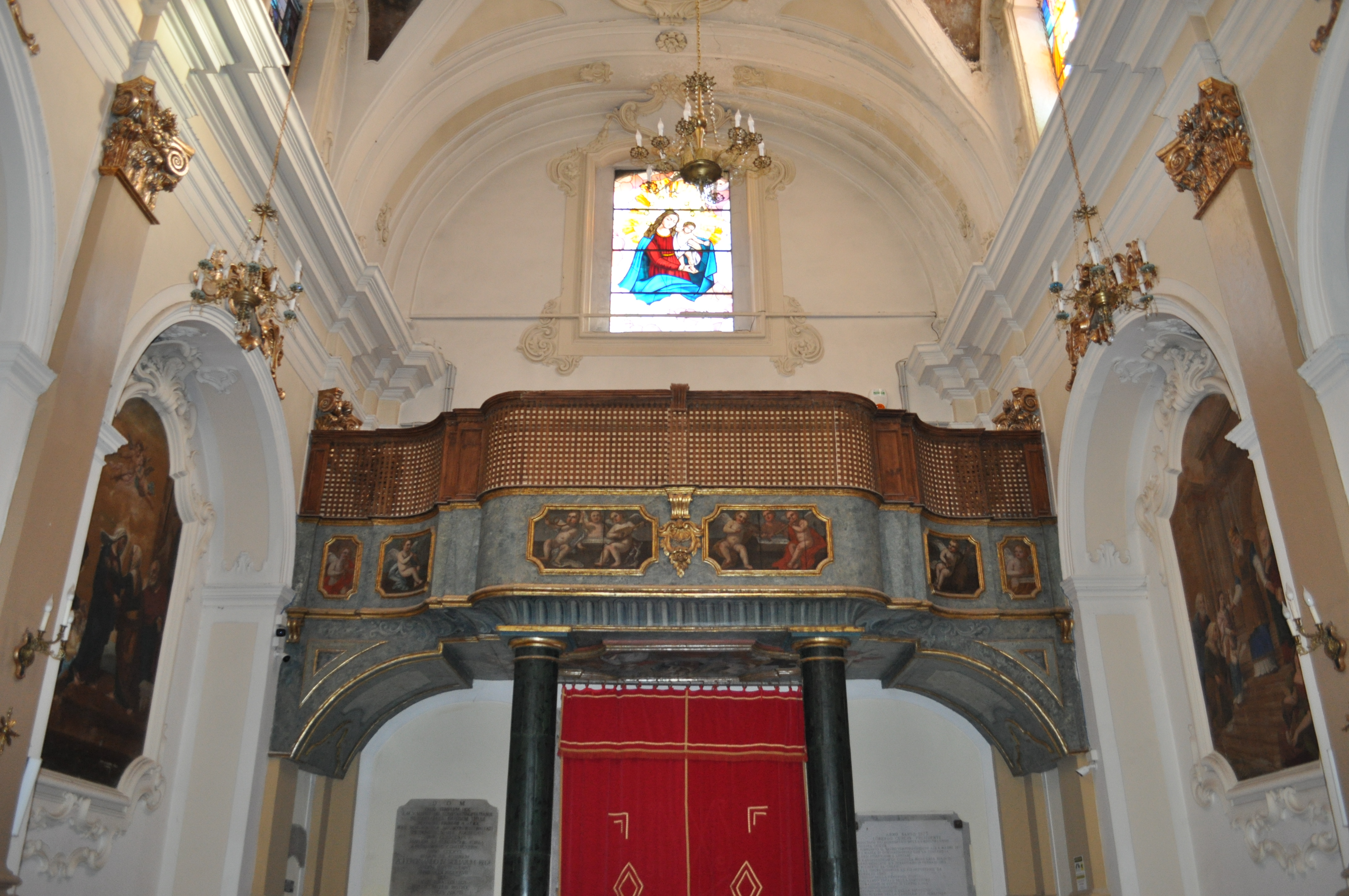
La cantoria in controfacciata.
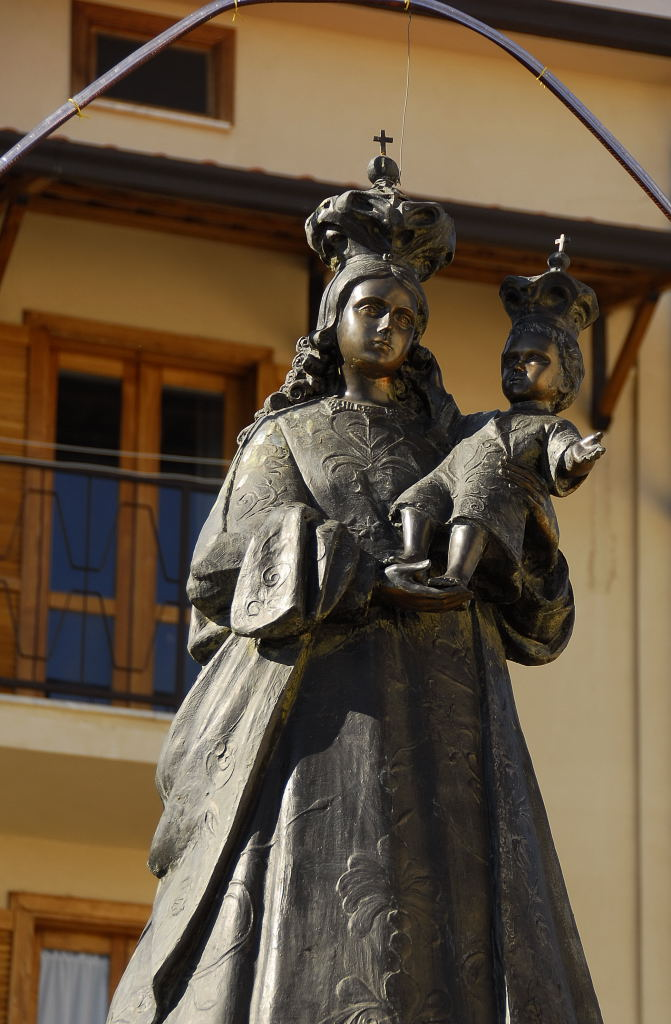
La copia della statua originale, posizionata all'esterno della chiesa, in bronzo

## Il culto della Madonna di Costantinopoli a Rende
La tradizione bizantina sopravvive a Rende nel culto di Maria SS. di Costantinopoli, volgarizzazione di “Odighitria”, così detta dal monastero di Odighio a Costantinopoli – ricordo del rito greco obliterato dai Normanni i quali vollero che tutte le chiese calabresi si uniformassero sempre più al rito di Roma  – alla quale è dedicata la chiesa omonima, elevata oggi a santuario. Tale culto è legato in modo particolare ad un dipinto su rame che raffigura una Madonna in posa frontale del tutto diversa da quella della consueta iconografia mariana ma tuttavia molto bella e piena di grazia, oltre che in atteggiamento di un’accentuata compostezza, che viene comunemente indicato col termine “macchietta” “‘. La sacra immagine è per tradizione antica ritenuta “acheropta” “. ossia “non fatta da mano (umana)”.
Il termine deriva propriamente da “macchia” ed è adoperato dalla critica d’arte per designare uno schizzo, un piccolo abbozzo tecnicamente impreciso posto in essere da un artista allo scopo di fissare un’idea, una creazione immediata ed improvvisa della fantasia nonché per esprimere un’emozione d’arte, cui eventualmente attingere nel corso di successive creazioni pittoriche.